# Paul Corbould
Paul Grant Corbould (* 9. Februar 1961 in London) ist ein britischer Filmtechniker für visuelle Effekte.

## Leben
Paul Corbould wurde 1961 als Sohn von Clifford Corbould (1928–2022) geboren. Seine Brüder Chris Corbould (* 1958), Ian Corbould (* 1959) und Neil Corbould (* 1962) sowie seine Schwester Gail Courbould (* 1966) sind ebenfalls als Spezialeffektkünstler tätig.
Bei der Oscarverleihung 2015 war er für seine Arbeit bei Guardians of the Galaxy zusammen mit Stéphane Ceretti, Nicolas Aithadi und Jonathan Fawkner für den Oscar in der Kategorie Beste visuelle Effekte nominiert. Eine weitere Nominierung erhielt er 2017 zusammen mit Richard Bluff, Stéphane Ceretti und Vincent Cirelli für Doctor Strange. 2025  gab es eine dritte Nominierung für Wicked zusammen mit Jonathan Fawkner, Pablo Helman und David Shirk.
Seit Beginn seiner Karriere Anfang der 1980er Jahre war er an über 60 Film- und Fernsehproduktionen beteiligt.
Aus seiner 1985 geschlossenen Ehe mit Jacqui Jane Reynolds gingen vier Kinder hervor.

## Filmografie (Auswahl)
- 1980: Hawk – Hüter des magischen Schwertes (Hawk the Slayer)
- 1983: Begierde (The Hunger)
- 1983: Der Feuersturm (Winds of War, Fernseh-Miniserie)
- 1984: Amadeus
- 1985: Steaming
- 1985: Jenny's War (Fernsehfilm)
- 1985: Space (Fernseh-Miniserie)
- 1987: Withnail & I (Withnail and I)
- 1989: Back Home
- 1990: The Rainbow Thief
- 1991: Gib's Ihm Chris! (Let Him Have It)
- 1992: The Blackheath Poisonings (Fernseh-Miniserie)
- 1992: Orlando
- 1992: Im Glanz der Sonne (The Power of One)
- 1993: Ein Käfig voller Pfauen (Harnessing Peacocks, Fernsehfilm)
- 1993: Heartbeat (Fernsehserie)
- 1994: Ludwig van B. – Meine unsterbliche Geliebte (Immortal Beloved)
- 1994: Bermuda Cops (Fernsehfilm)
- 1996: Gullivers Reisen (Gulliver's Travels, Fernseh-Zweiteiler)
- 1997: Projekt: Peacemaker (The Peacemaker)
- 1997: Event Horizon – Am Rande des Universums (Event Horizon)
- 1998: Der Soldat James Ryan (Saving Private Ryan)
- 1999: Captain Jack
- 1999: Verlockende Falle (Entrapment)
- 2000: Gladiator
- 2001: Black Hawk Down
- 2001: Band of Brothers – Wir waren wie Brüder (Band of Brothers, Fernseh-Miniserie)
- 2002: James Bond 007 – Stirb an einem anderen Tag (Die Another Day)
- 2004: Wimbledon – Spiel, Satz und … Liebe (Wimbledon)
- 2004: King Arthur
- 2005: V wie Vendetta ('V for Vendetta)
- 2005: Goal! (Goal! The Dream Begins)
- 2005: Königreich der Himmel (Kingdom of Heaven)
- 2006: Children of Men
- 2006: As You Like It
- 2007: Zimmer 1408 (1408)
- 2008: Tintenherz (Inkheart)
- 2008: Der Mann, der niemals lebte (Body of Lies)
- 2008: Mamma Mia!
- 2010: Wolfman (The Wolfman)
- 2011: Captain America: The First Avenger
- 2012: James Bond 007: Skyfall (Skyfall)
- 2012: Die Borgias (The Borgias, Fernsehserie)
- 2012: John Carter – Zwischen zwei Welten (John Carter)
- 2013: 47 Ronin
- 2013: Thor – The Dark Kingdom (Thor: The Dark World)
- 2014: Guardians of the Galaxy
- 2015: Avengers: Age of Ultron
- 2016: Doctor Strange
- 2017: Die Schöne und das Biest (Beauty and the Beast)
- 2017: Dunkirk
- 2019: Men in Black: International
- 2021: Black Widow
- 2022: Jurassic World: Ein neues Zeitalter (Jurassic World Dominion)
- 2023: Ant-Man and the Wasp: Quantumania
- 2023: Heart of Stone
- 2023: Blue Beetle
- 2024: Wicked